# دمنات
دَمْنَات مدينة مغربية تابعة لإقليم أزيلال، ضمن جهة بني ملال خنيفرة. تقع شرق مدينة مراكش وتبعد عنها بحوالي 100 كم عبر الطريق الجهوية رقم 210. هي إحدى مدن السفح الشمالي لجبال الأطلس الكبير. تعني كلمة «دمنات» الأمازيغية الأراضي الخصبة،
هي ثاني أكبر مدينة من حيث عدد السكان في الإقليم، والذي بلغ 29,504 نسمة عام 2014 م، يعيش معظمهم على الفلاحة.[بحاجة لمصدر]
تقع بجوارها إحدى التكوينات الجيولوجية الفريدة: معلمة إمِنِفْرِي، وهي مغارة وجسر طبيعيين. وهي محمية بقرار وزاري منذ عام 1949 م، ومصنفة لاحقا بوصفها «موقعا ذا أهمية بيولوجية وإيكولوجية».

## جغرافيا
توجد دمنات على جانب إحدى التلال على ارتفاع حوالي 960 م، بحيث تطل على الوادي الذي يشكله مجرى مهاصر[بحاجة لمصدر] المائي، وذلك من على ضفته اليسرى. تعد من بين المدن الديرية، حيث توجد في أسفل السفح الشمالي لجبال الأطلس الكبير، موضع التقاء السهل بالجبل.
تشتهر دمنات بقربها من القنطرة الطبيعية «إمنفري» وتعني بوابة المغارة، وهي قنطرة طبيعية تشكلت عبر القرون بفضل تفاعلات مياه العيون المالحة مع المكونات الجيولوجية للصخور المحيطة بها، فأصبحت تضم العديد من المغارات الصغيرة ، التي يرتادها مجموعة من الطيور السوداء، مثل الغربان والصقور

## تاريخ
اختلفت الروايات حول تأسيس مدينة دمنات، فهناك من يعتبر أن موسى بن نصير هو الذي بناها في القرن الثامن الميلادي وذلك قبل تأسيس مدينة مراكش. ومن معالم دمنات صوامع مساجدها العتيقة وملاحها القديم والسور المحيط بها،
كما توجد بالمنطقة بصمات الديناصورات. توجد على بعد 7 كيلومترات، بموقع «إوَرِدن» الذي يضم صخورا طينية لا زالت تحتفظ بآثار «حوافر» الديناصورات بنوعيها: اللاحمة والعاشبة.

## أعلام
- أحمد التوفيق
- محمد البصري[11]
- أحمد البوعناني
- الحاج أحمد نجيب الدمناتي

## معرض صور

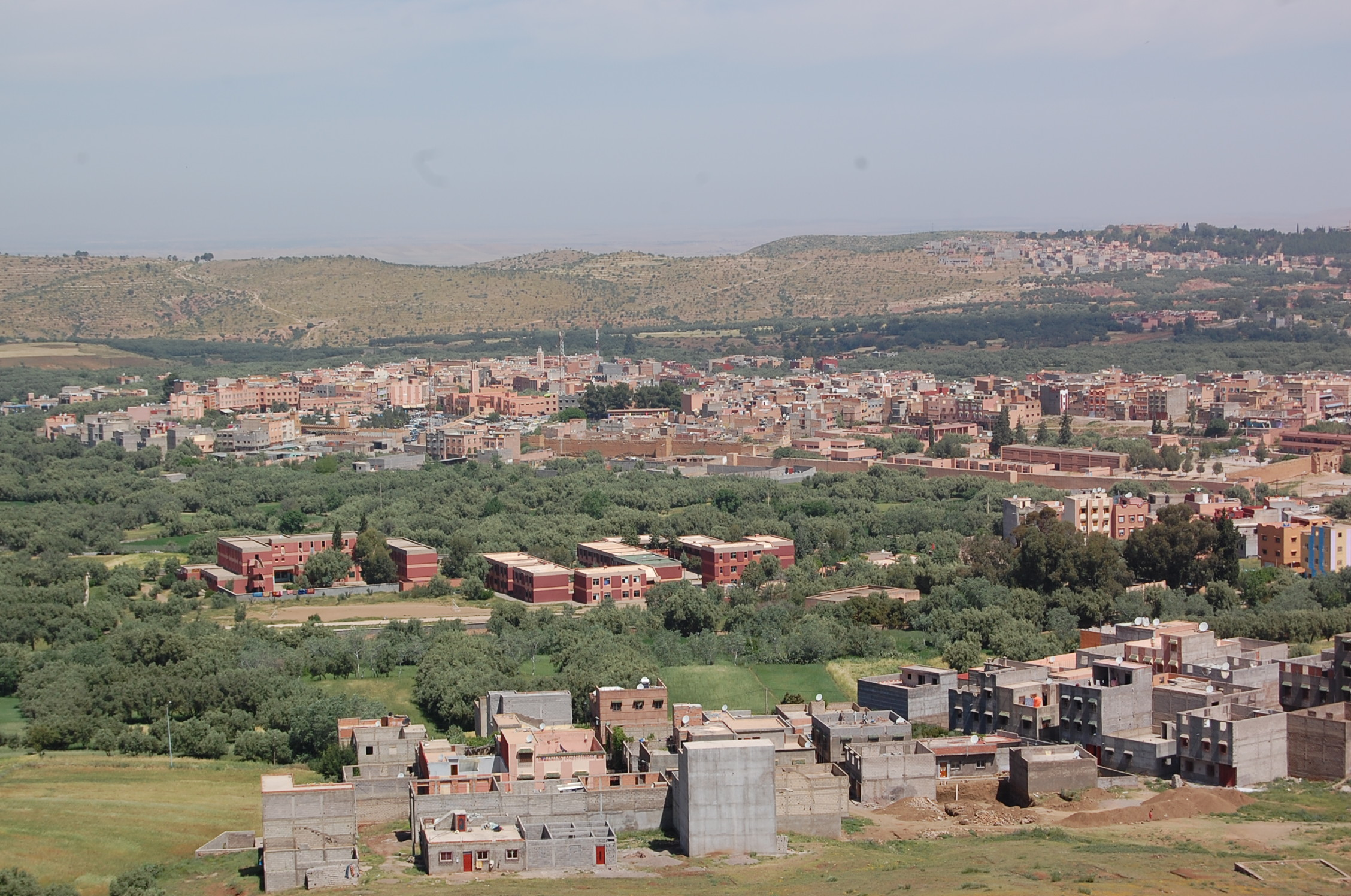
دمنات
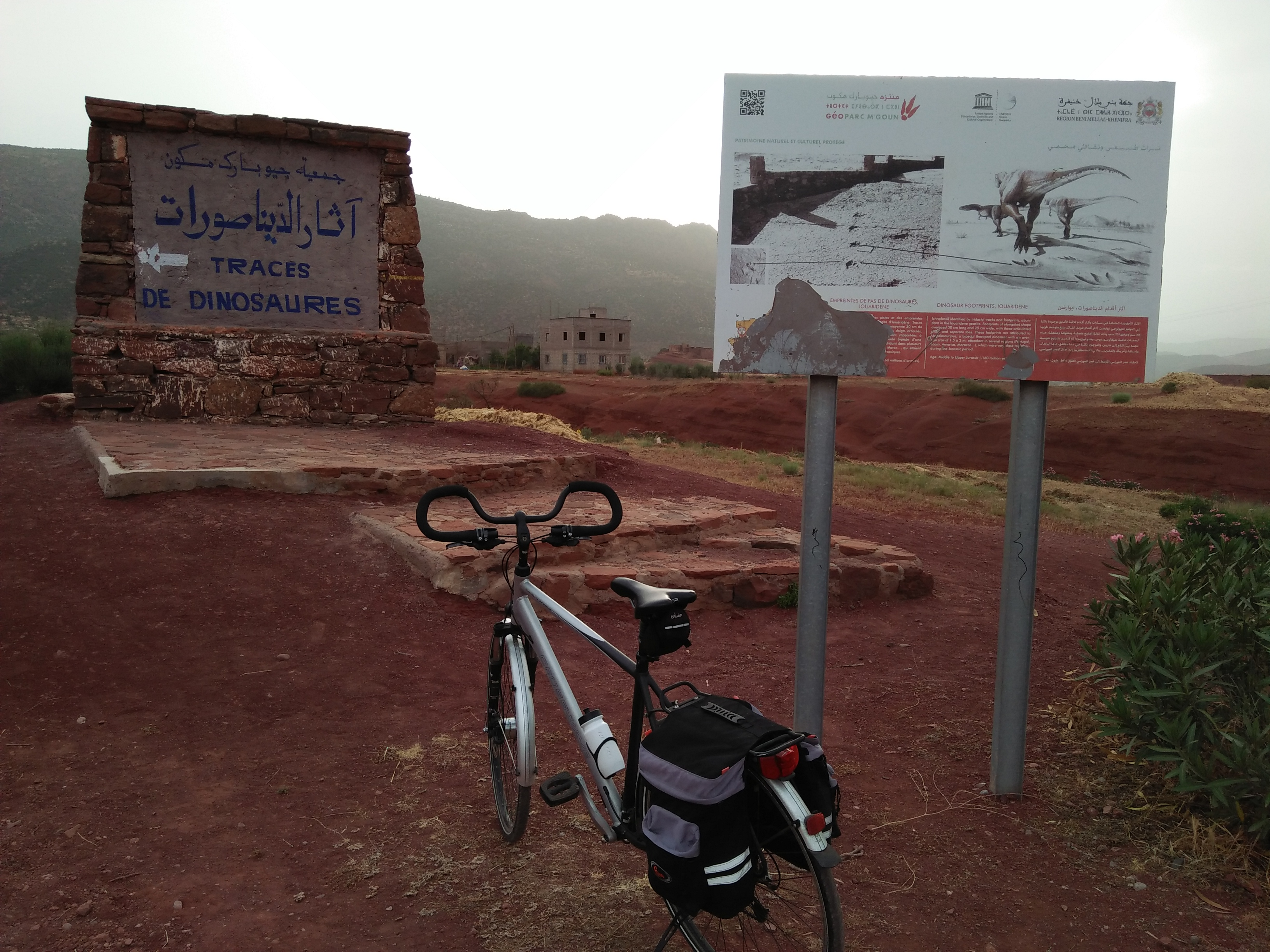
آثار الدينصورات نواحي دمنات
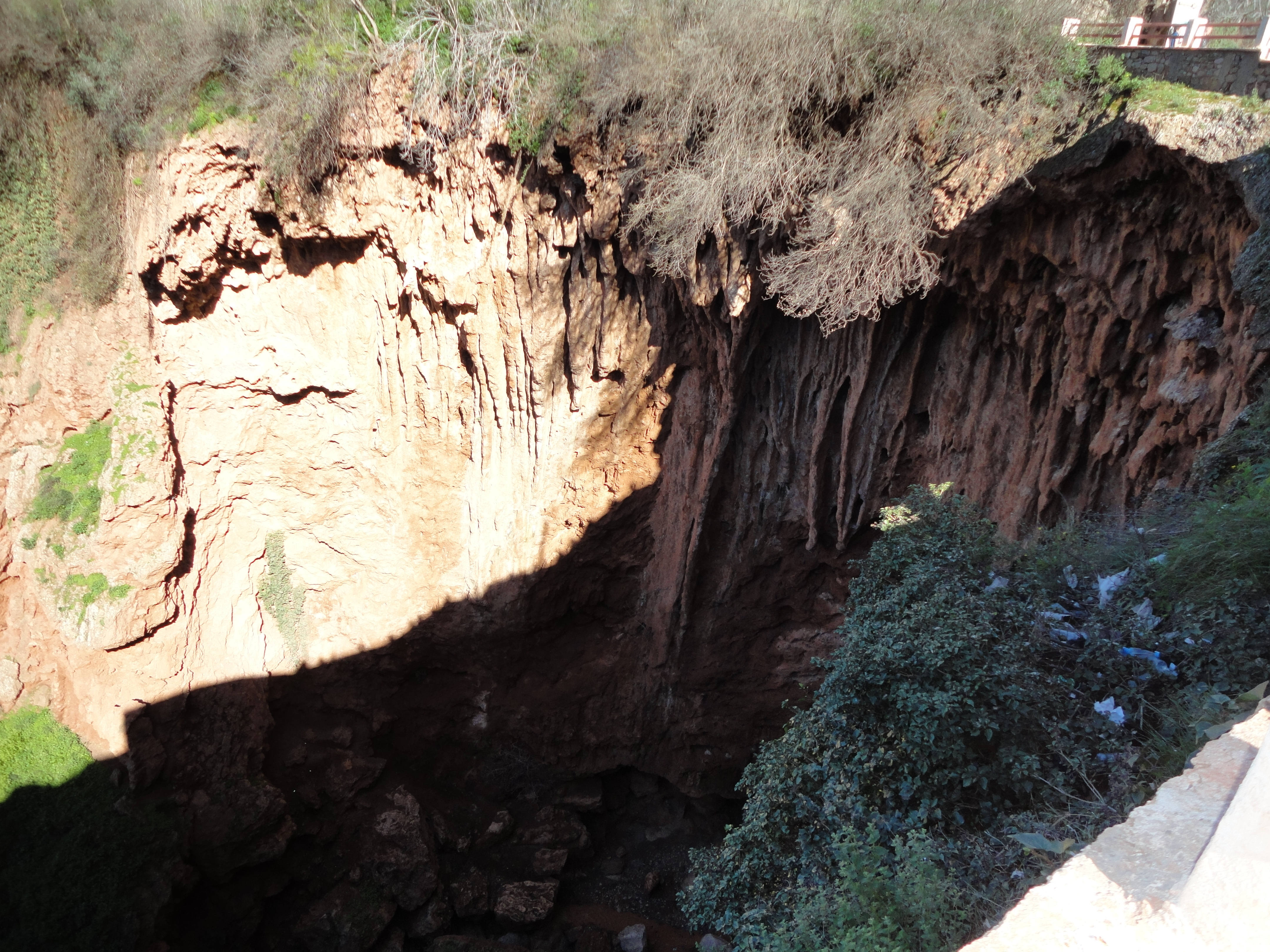
موقع أيمنيفري
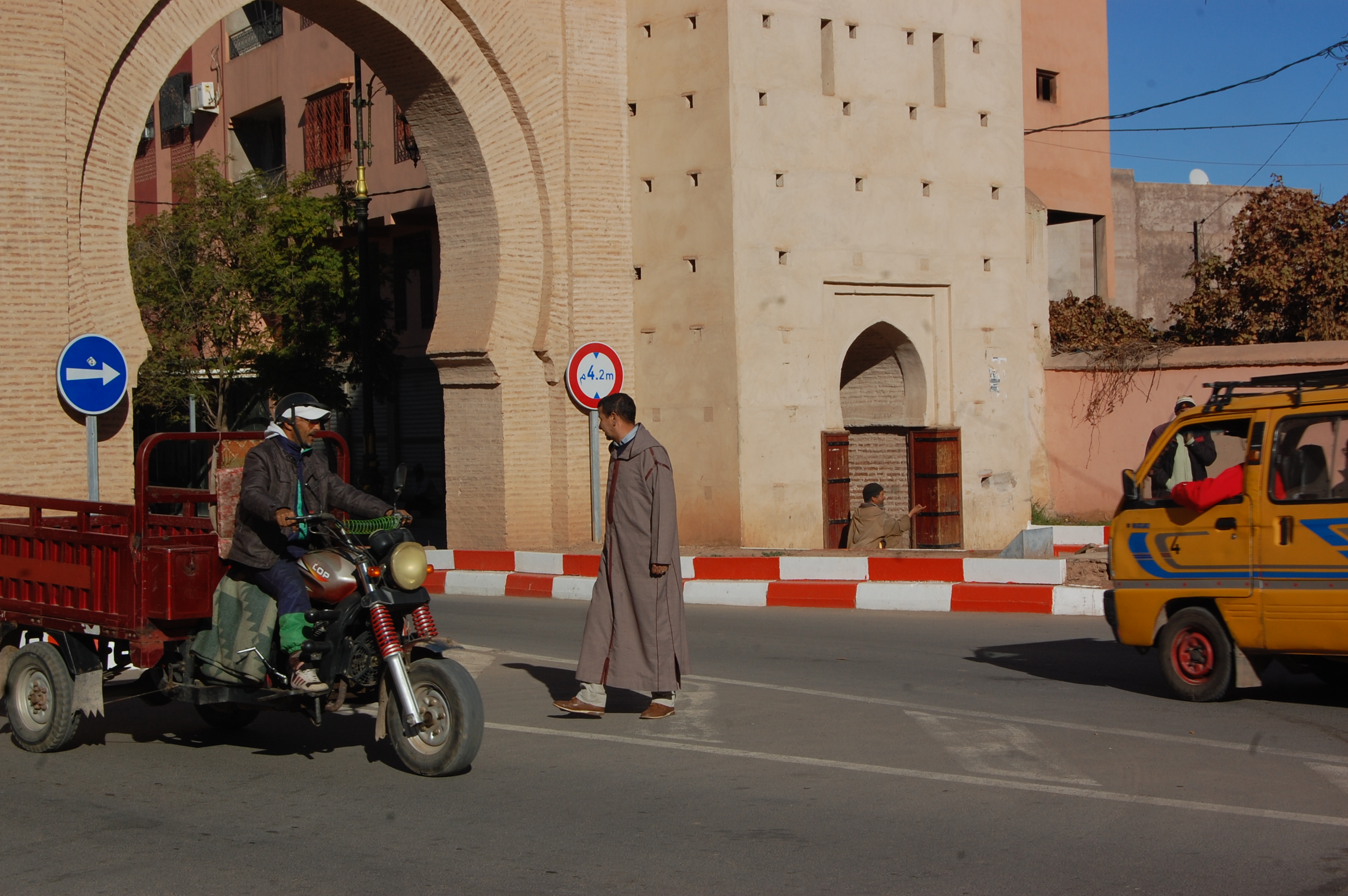
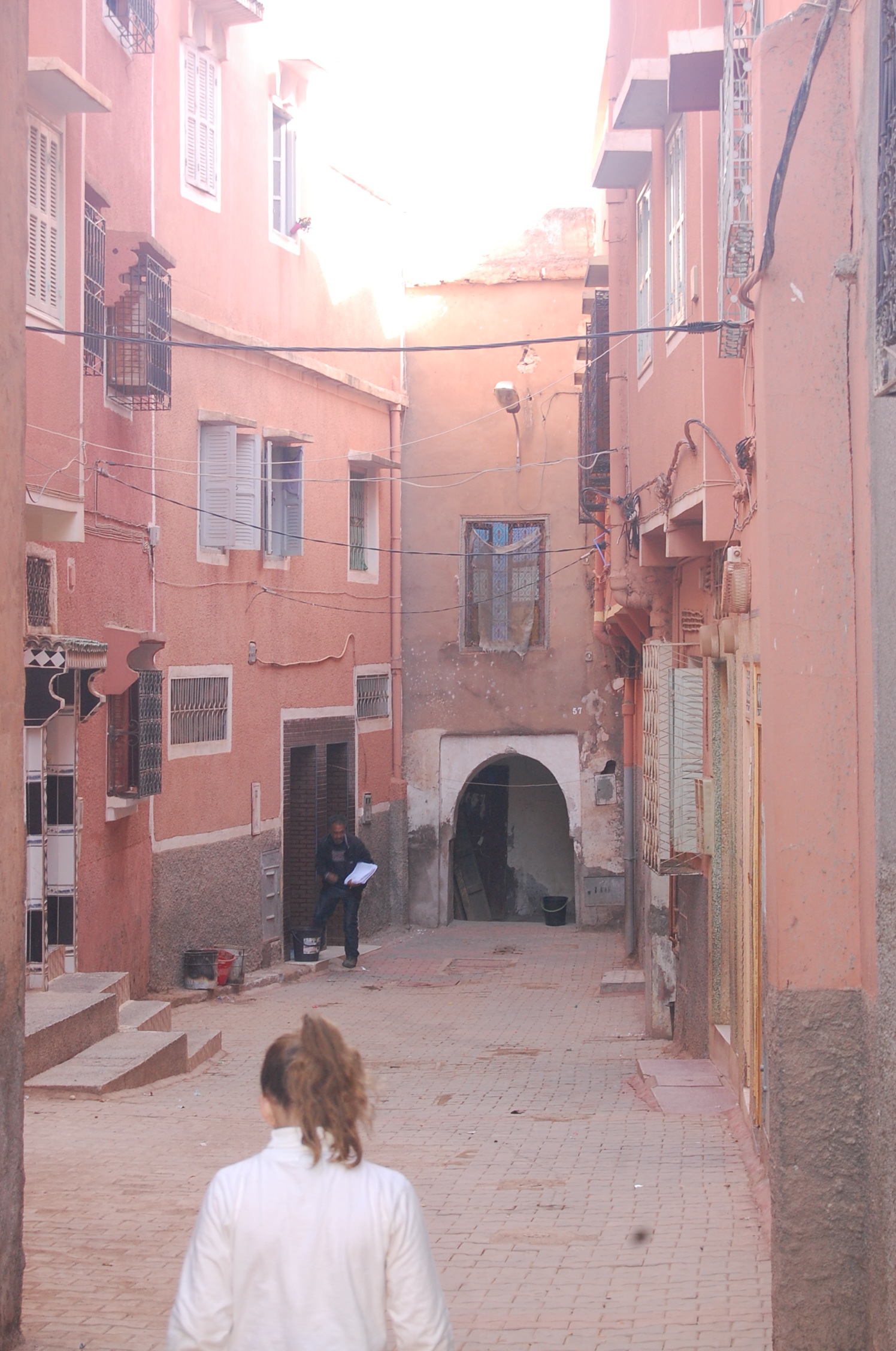
حي الملاح بدمنات
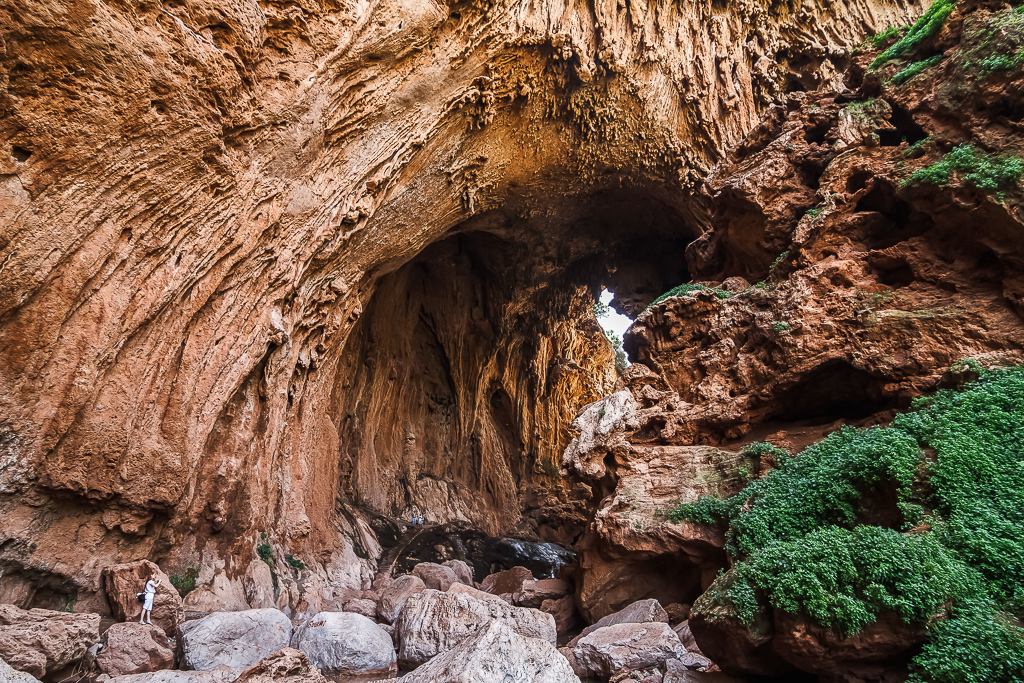
موقع أيمنيفري
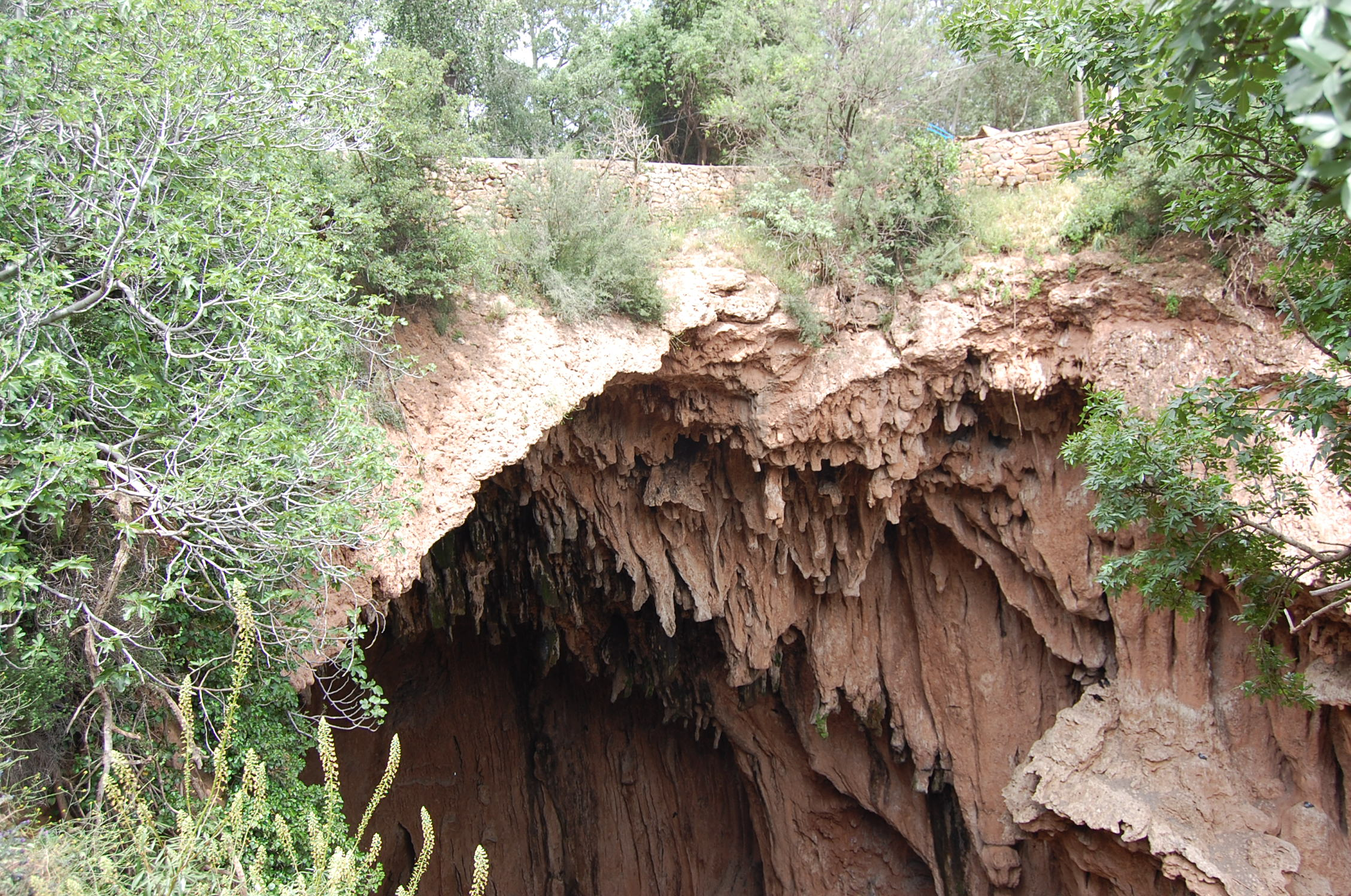
موقع إيمنيفري

### استشهادات
1. ↑  GeoNames (بالإنجليزية), 2005, QID:Q830106
2. ↑  نتائج إحصاء 2014, اغلبيتهم ناطقون باللغة الامازيغية. (ملف إكسل) نسخة محفوظة 15 مارس 2019 على موقع واي باك مشين.
3. ↑  «إمنفري: عريضة لجعل الوادي إرثا طبيعيا عالميا». موقع هسبريس. 26 يونيو 2019. [بالفرنسية] نسخة محفوظة 31 يناير 2020 على موقع واي باك مشين.
4. ↑  Atlas régional : Région du Tadla-Azilal - Maroc (PDF). Presses de l'université d’Angers. 2015. ص. 99. ISBN:9782915751581. 12 قالب:Commentaire biblio SRL
5. ↑  "فتح باب الترشيح لمناصب المسؤولية بجماعة دمنات (إقليم أزيلال ) - بوابة التشغيل العمومي". www.emploi-public.ma. مؤرشف من الأصل في 2024-08-25. اطلع عليه بتاريخ 2024-08-25.
6. ↑  "أزيلال — دمنات, المسافة بين المدن (كم، ميل), اتجاهات القيادة, طريق". ma.toponavi.com. مؤرشف من الأصل في 2024-08-25. اطلع عليه بتاريخ 2024-08-25.
7. ↑  Agabi، الفقرة 1.
8. ↑  أحمد قابو.
9. ↑  "مدينة دمنات من النشأة إلى المركزية الاقتصادية". www.atlasscoop.com. مؤرشف من الأصل في 2017-08-16. اطلع عليه بتاريخ 2021-02-13.
10. ↑  "لمحة تاريخية". delegation.mjs.gov.ma. مؤرشف من الأصل في 2020-09-29. اطلع عليه بتاريخ 2021-02-13.
11. ↑  "محمد البصري". Aljazeera. 1999-12-15. مؤرشف من الأصل في 2018-06-07. اطلع عليه بتاريخ 1999-12-15. {{استشهاد ويب}}: تحقق من التاريخ في: |تاريخ الوصول= (مساعدة)

### ببليوغرافيا
- الحاج أحمد نجيب الدمناتي، القول الجامع في تاريخ دمنات وما وقع فيها من الوقائع المؤلف : ضبط النص وقدم له : أحمد بن محمد عمّالك الناشر : المطبعة والوراقة الوطنية
- Agabi. «دمنات». الموسوعة البربرية [على الإنترنت]. متاح على الإنترنت منذ يونيو 2011. فحصت في 31 يناير 2020. [بالفرنسية]
- أحمد قابو. «معطيات تاريخية عامة حول دمنات ومنطقتها». موقع جماعة دمنات.